# 张雅文
张雅文（1944年11月19日—2025年6月21日），辽宁开原人。中华人民共和国女性作家，中国作家协会会员，中国报告文学学会理事，中国传记文学学会理事。历任佳木斯市体工队运动员、文联编辑、文化局专业创作员，黑龙江省电影电视制作中心专业作家。

## 生平
1944年，张雅文生于辽宁省开原县的一个偏僻农村。1959年，张雅文被选为佳木斯速滑队专业运动员，1963年因病退出，进入银行担任记账员。1966年，自学完初高中全部文科课程，准备自考大学，但因文化大革命而终止。1967年9月9日，张雅文和曾经同是速滑运动员的周贺玉结婚。1979年3月，全国冰球比赛在佳木斯举行，张雅文与周贺玉共同创作了一首《八亿人民为你助战》的小诗，发表在《合江日报》。1979年7月6日，张雅文的处女作《生活的浪花》在《合江日报》发表。
1985年，张雅文的长篇纪实小说《绿川英子》由山东文艺出版社出版，获1986—1987年度黑龙江文艺大奖·长篇小说二等奖。
1999年，张雅文自费前往比利时布鲁塞尔，采访曾营救过近百名反纳粹比利时人的华人学者钱秀玲，并创作出《盖世太保枪口下的中国女人》剧本。2002年3月，该剧在央视播出不久，张雅文因屡遭侵权、潇湘电影制片厂不支付25万元稿酬，同时起诉三起官司，一直到2009年最终胜诉。2015年6月24日晚，习近平向到访的比利时国王菲利普夫妇赠送了《盖世太保枪口下的中国女人》英文版。
2004年，张雅文创作了《生命的呐喊》，获第五届鲁迅文学奖（2010年）、第三届徐迟报告文学奖（2008年）、第三届女性文学奖（2007年）。2013年11月，陕西人民教育出版社出版《百年钟声——香港沉思录》，获第十三届中宣部五个一图书奖。
2022年4月，张雅文决定写一部讲述中国冰雪运动员奥运冠军的故事。2023年7月，张雅文确诊肝细胞癌。2024年，出版报告文学《永不言败——走进中国冬奥冠军的冰雪人生》。
2025年6月21日，张雅文在山东济南逝世。

## 出版物
- 《玩命俄罗斯——中国人在俄罗斯纪实》（1991年）
- 《趟过男人河的女人》（1995年）
- 《韩国总统的中国“御医”》（1998年、2011年）
- 《盖世太保枪口下的中国女人》（2002年）
- 《生命的呐喊》（2007年、2014年）
- 《走过伤心地》（2011年）
- 《百年钟声——香港沉思录》（2013年）
- 《与魔鬼博弈——留给未来的思考》（2015年）
- 《妈妈，快拉我一把》（2018年）
- 《为你而生：刘永坦传》（2021年）
- 《永不言败——走进中国冬奥冠军的冰雪人生》（2024年）